# 광저우한국학교
광저우한국학교(중국어 간체자: 广州韩国学校, 정체자: 廣州韓國學校)는 중화인민공화국 광둥성 광저우시에 있는 한국학교이다.

## 연혁
- 2011년 : 개교
- 2013년 : 중화인민공화국 교육부로부터 승인

## 같이 보기
- 재중한인